# Baumgarten

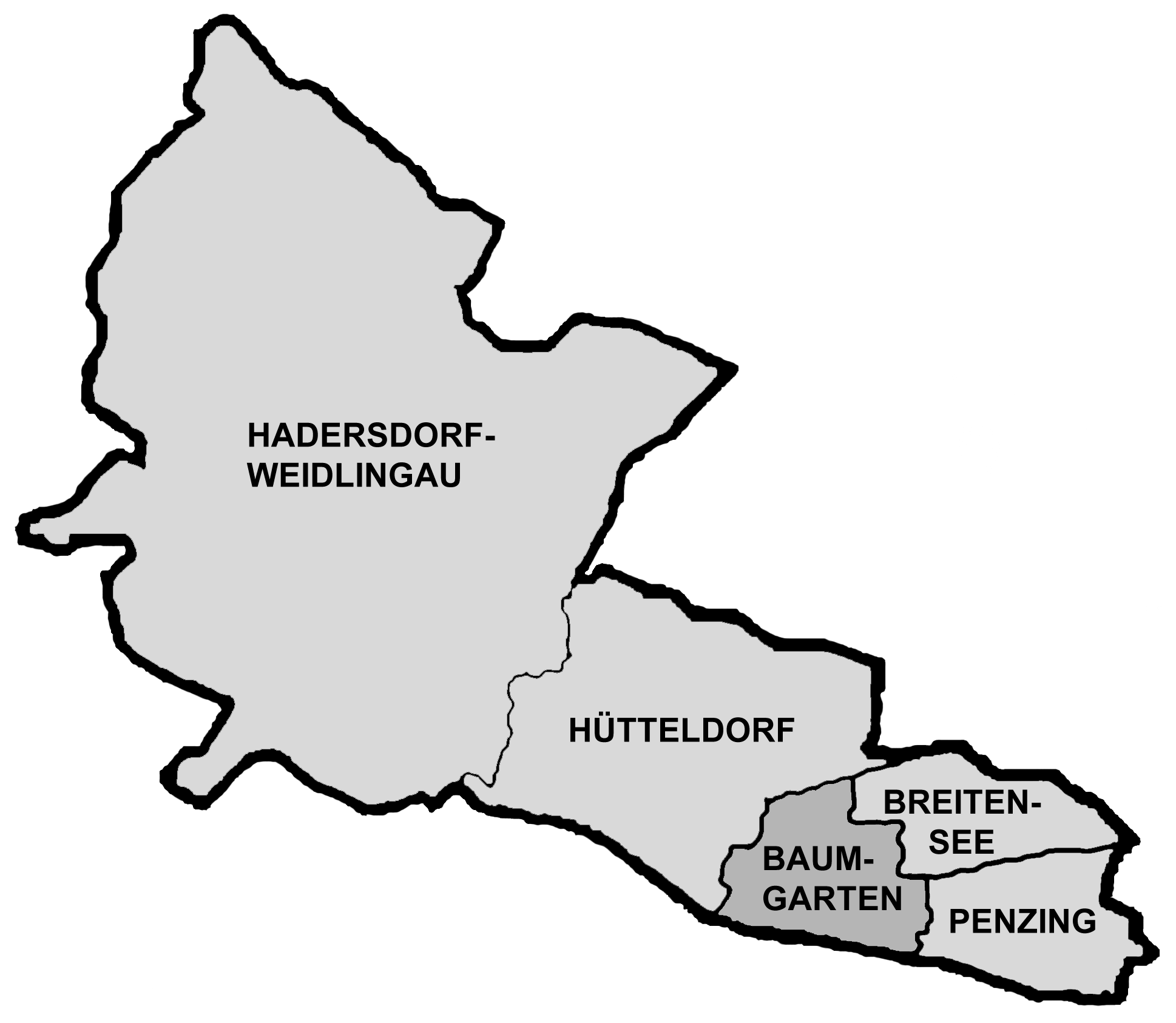
Mapa de Baumgarten

Baumgarten foi uma cidade independente até o fim do século XIX e, hoje, é uma região do 14º distrito de Viena, Penzing. Pode ser subdividida em Oberbaumgarten (no oeste, próximo a Hütteldorf) e Unterbaumgarten.
Um dos seus filhos mais famosos foi o pintor Gustav Klimt (1862-1918). The one-story house was torn down in 1966 and replaced by apartment buildings. The commemorative plaque that was originally mounted on the house is now stored at the district museum of Penzing.